# Албрехт II Шенк фон Лимпург
Албрехт II Шенк фон Лимпург (на немски: Albrecht II, Schenk von Limpurg; * 1440; † 4 декември 1506) е шенк на Лимпург, господар на Гайлдорф в Баден-Вюртемберг.

## Произход
Той е единственият син на Конрад IV Шенк фон Лимпург (1396 – 1482) и съпругата му графиня Клара фон Монфорт-Тетнанг († 1440), вдовица на Албрехт (IV) фон Рехберг-Щауфенек († 1439), дъщеря на Вилхелм IV (V) фон Монфорт-Тетнанг († 1439) и Кунигунда фон Верденберг († 1443).
Албрехт II Шенк фон Лимпург умира на 4 декември 1506 г. и е погребан в Гайлдорф.

## Фамилия
Албрехт II Шенк фон Лимпург се жени 1472 г. за Елизабет фон Йотинген (* 7 март 1449; † 28 юли 1509), дъщеря на граф Вилхелм I фон Йотинген († 1467) и Беатриче дела Скала († 1466). Те имат 11 деца:
- Мелхиор (Матиас) фон Лимпург-Гайлдорф († 4 ноември 1510)
- Йохан III фон Лимпург-Гайлдорф († 5 август 1506, Бамберг)
- Кристоф I Шенк фон Лимпург-Гайлдорф († 30 ноември 1515), господар на Гайлдорф, женен на 1 юли 1483 г. за графиня Агнес фон Верденберг († август 1541), дъщеря на граф Георг III фон Верденберг-Зарганс († 1500) и маркграфиня Катарина фон Баден (1449 – 1484)
- Катарина фон Лимпург-Гайлдорф († сл. 1500)
- Отилия Шенк фон Лимпург-Гайлдорф († сл. 1526), омъжена на 16 август 1487 г. за Йохан VI фон Хайдек (III) († 28 септември 1506), син на Йохан III фон Хайдек (II) († 1464) и Елизабет фон Зикинген († сл. 1459)
- Хиронимус Шенк фон Лимпург-Гайлдорф (* пр. 1490; † 5 юни 1517)
- Анна фон Лимпург-Гайлдорф († сл. 1522)
- Вилхелм II фон Лимпург-Гайлдорф († сл. 1528)
- Беатрикс фон Лимпург-Гайлдорф
- Георг III фон Лимпург-Гайлдорф († 15 декември 1528)
- Албрехт фон Лимпург-Гайлдорф († 1515)